# Grande Comore
Grande Comore (chamada Ngazidja ou Ngasidja, em língua comoriana, embora apareça também a grafia Njazidja) é a principal ilha do arquipélago das Comores. Está localizada a noroeste do arquipélago, na parte do Oceano Índico mais próxima da costa da África, à entrada do Canal de Moçambique.
A ilha, cuja capital é Moroni, igualmente capital da federação tem um governo autónomo e, de acordo com a constituição de 2002, tem um presidente eleito. A população da ilha em 1991 era de cerca de 234 000 habitantes (a estimativa actual é de 345 000). 

## História
Durante vários séculos, Grande Comore estava dividida em mais de uma dúzia de sultanatos, entre os quais se encontram registados Bambao, Itsandra, Mitsamihuli, Bajini, Hambu, Washili, Hamahame, Mbude, Hamvu e LaDombe. Em 1886 o sultão de Bambao, Saidi Ali ibn Saidi Omar, uniu os sultanatos no estado de Njazidja, embora cada um mantivesse autonomia. Nesse mesmo ano, a França estabeleceu o protectorado da ilha. Em 1893 Saidi Ali fugiu da ilha e, em 1911, a França anexou a ilha ao seu império e aboliu os sultanatos.
Em 1975, a Grand Comore uniu-se com Anjouan e Mohéli e declararam unilateralmente a independência de França. Em 1997 a federação comoriana desmembrou-se e a Grand Comore tornou-se na única ilha sob controlo federal. Em 2002, no entanto, foi votada uma nova constituição que restabeleceu a federação, mas com cada ilha mantendo um grande grau de autonomia.